# حسن نوهانوفيتش
حسن نوهانوفيتش (مواليد 2 أبريل 1968، زفورنيك) هُو أحد الناجين البوشناق من الإبادة الجماعية في سربرنيتسا. اشتغل حسن كمُترجم لقُوات حفظ السلام الهولندية التي تمركزت في سربرنيتسا عام 1995، خلال حرب البوسنة والهرسك.